# Bodianus oxycephalus
Bodianus oxycephalus (Bleeker, 1862) è un pesce di acqua salata appartenente alla famiglia Labridae.

## Distribuzione e habitat
Il suo areale si estende da Taiwan alle coste della Prefettura giapponese di Kanagawa. Vive lungo coste rocciose, su fondale ricco di scogli e talvolta nelle barriere coralline, di solito intorno ai 50 m di profondità.

## Descrizione
Il corpo è compresso sui lati e mediamente alto, la testa ha un profilo appuntito. La pinna caudale ha il margine dritto e le pinne pelviche sono medio-corte. Sulla pinna dorsale è presente una macchia nera. La lunghezza massima registrata per questa specie è di 29 cm.
La colorazione è rossa-rosata, più intensa solo sulla testa e su parte del dorso. Può essere facilmente confuso con Bodianus bathycapros. La colorazione presenta, oltre a sottili striature rosse, anche macchie marroni-rossastre disposte a formare linee tratteggiate orizzontali. Negli esemplari più grossi, pinne pelviche e pettorali sono giallastre, mentre il dorso è rosso intenso; le macchie marroni-rossastre sono più sbiadite e il ventre è arancione pallido.

## Riproduzione
È oviparo e non ci sono cure nei confronti delle uova; la fecondazione è esterna.

## Conservazione
Visto che la biologia di questa specie e le potenziali minacce sono quasi sconosciute, questa specie è classificata come "dati insufficienti" (DD) dalla lista rossa IUCN.